# Victória Lopes
Victória Lopes Pereira Tosta (* 16. September 1999 in Ivinhema, Mato Grosso) ist eine brasilianische Beachvolleyballspielerin.

## Karriere
2016 erreichten Victória Lopes und Andressa Cavalcanti das Achtelfinale bei der U21-WM in Luzern. In der gleichen Saison wurde die aus Mato Grosso stammende Athletin mit Eduarda Santos Lisboa Weltmeisterin der unter Neunzehnjährigen in Larnaka auf Zypern. Ende des Jahres wurde Tainá Silva Bigi die ständige Beachpartnerin von Victória Lopes. Die beiden Brasilianerinnen spielten zunächst hauptsächlich bei nationalen Turnieren mit, ehe sie ab 2018 vermehrt bei Veranstaltungen der FIVB World Tour antraten. Top-Ten-Platzierungen bei hochklassigen Events gelangen den beiden Südamerikanerinnen ab Mitte des Jahres 2021, als sie bei den Vier-Sterne-Turnieren in Sochi das Achtelfinale und in Itapema sogar das Halbfinale erreichten. Eine Saison später setzten sie die Erfolgsserie fort mit jeweils neunten Plätzen bei den Challenge-Events in Tlaxcala und in Doha sowie bei den Elite16-Events in Gstaad und Uberlândia, wo sie ebenfalls das Achtelfinale erreichten. Zwischenzeitlich war Victória Lopes noch gemeinsam mit Vitória Rodrigues 2017 Dreiunddreißigste bei der U21-WM in Nanjing geworden. Diese Position konnten die beiden Brasilianerinnen zwei Jahre später bei der Veranstaltung in Udon Thani deutlich verbessern, sie wurden Weltmeisterinnen der unter Einundzwanzigjährigen. 2021 gewann Lopes außerdem mit Thainara die Beachvolleyballveranstaltung bei den Panamerikanischen Spielen der Junioren und Juniorinnen. 2023 sicherten sie sich Silber beim Challenge in Saquarema sowie Bronze bei den gleichartigen Veranstaltungen in La Paz, Haikou und Nuvali. Bei der Weltmeisterschaft scheiterten sie im Viertelfinale an den Titelträgerinnen Sara Hughes und Kelly Cheng, nachdem sie in der ersten Hauptrunde ihre Landsfrauen Carol und Bárbara sowie in der Runde der letzten Sechzehn die Deutschen Cinja Tillmann und Svenja Müller ausgeschaltet hatten. Beim Saisonfinale in Doha teilten sich Melissa und Brandie den fünften Rang mit  den Südamerikanerinnen. In der folgenden Saison erkämpften die noch Viertelfinalteilnahmen beim Challenge in Recife und beim Elite16 in Tepic. Nach dem gleichwertigen Turnier in Ostrava trennten sich ihre Wege.
Victória begann ein neues Kapitel ihrer Laufbahn mit Thamela Coradello, mit der sie bei ihrem zweiten gemeinsamen Auftritt in Hamburg gleich ihre erste Bronzemedaille bei einem Elite16 erhielt. Noch besser lief es in João Pessoa, wo sich das Duo im Duell mit Taiana Lima und Talita Antunes den Sieg sicherte. Nach einem weiteren dritten Platz in Rio de Janeiro kam im April 2025 die zweite Goldmedaille dazu. Im Endspiel von Saquarema konnten sich Victória und Thamela in drei Sätzen gegen die Siegerinnen der letzten beiden World Tour Finals Kristen Nuss und Taryn Brasher durchsetzen.